# Myers Briggs Type Indicator
El Myers Briggs Type Indicator (literalment en català, indicador de tipus de Myers Briggs), conegut per l'acrònim MBTI, és una teoria psicomètrica que indica quines són les preferències psicològiques de les persones, com perceben el món que les envolta i com prenen decisions. És un teoria introspectiva i autoavaluable que és usada com a eina psicològica arreu del món.
L'MBTI va ser creat per Katharine Cook Briggs (1875 - 1968) i la seva filla Isabel Briggs Myers (1897 - 1980). Es basa en la teoria tipològica proposada per Carl Jung en la seva obra Psychologische Typen, en la qual especulava que hi ha quatre funcions psicològiques principals a partir de les quals les persones actuen —observació, intuïció, sentiment i pensament– i que una d'aquestes funcions és majoritàriament dominant en cada persona. La teoria de les psicòlogues Myer-Briggs implementa l'existència de vuit funcions cognitives, ampliant la perspectiva des de la que es generen els 16 tipus de personalitats.
L'MBTI va ser creat per emfatitzar el valor de les diferències mentals des de les que es percep el món, defensant que cada persona veu la realitat a través de l'òptica del seu tipus psicològic. Aquesta teoria alhora proposa realitzar una autoanàlisi en aquestes línes per reconèixer quin és l'origen mental de les diferents motivacions i preferències personals, així com identificar les possibilitats particulars del creixement mental.
Malgrat la seva gran popularitat en el sector laboral –amb especial renom als Estats Units d'Amèrica– i a la xarxa, hi ha una forta confrontació envers la seva validesa i fiabilitat que posa en dubte les seves qualitats psicomètriques; també ha estat acusat de caure en fal·làcies que el categoritzarien com una pseudociència, com també de caure en l'efecte Forer.

## Història

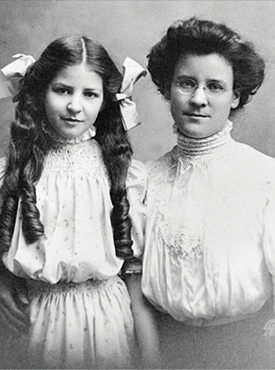
Isabel Briggs Myers i la seva mare, Katherine Cook Briggs.

El Myers-Briggs Type Indicator (MBTI®) va ser creat l'any 1942 i publicat l'any 1944.
L'origen roman en el psicòleg Carl G. Jung, que començà a parlar de la seva teoria de tipus psicològics (Psychologische Typen, publicada l'any 1921 a Alemanya) en el Congrés Psicològic de Múnic de 1913. A partir d'aquí, l'interès i els estudis de Katharine Cook Briggs sobre les teories contemporànies de l'educació i el desenvolupament social dels nens van anar evolucionant lentament cap al concepte d'un indicador tipològic, gràcies sobretot a la combinació que va realitzar dels seus estudis amb les prominents teories psicològiques de Carl Jung. Katharine es volia centrar en una possible aplicació de la seva recerca i la tipologia a l'orientació vocacional i professional dels nens; ella ho veia com una clau cap a un futur feliç.
La teoria del Myer-Briggs Type Indicator (MBTI) va ser posteriorment desenvolupada per la filla de Katharine, Isabel Briggs Myers. Isabel es va sentir inspirada pels estudis de la Katherine i la tipologia creada per Jung en el seu Psychologische Typen, observant com podia compaginar-la amb els seus propis estudis sobre cognició humana. Així, l'MBTI va prendre vida com el test d'indicació psicològica Myer-Briggs, en el qual tant Isabel com Katharine van treballar constantment per refinar-lo amb l'assistència del mànager Edward Laney, que va ser el primer a utilitzar i aplicar el concepte de l'MBTI a la seva empresa, The Pennsylvania Company. Tot això sota la supervisió de la Briggs-Myers Type Research, Inc.
Durant la dècada dels 40 va ser la Isabel qui, després de la retirada de la seva mare, va començar a desenvolupar la seva teoria de l'indicador de l'MBTI fins a la seva mort el 1980. El 1943 va publicar les dues primeres formes, A i B, del test d'identificació de tipus. Poc temps després, va publicar el seu primer llibre, Briggs Myers Type Indicator Handbook (1944). En els seus estudis, Isabel va rebre l'ajuda, durant la dècada dels 50, de l'Educational Testing Service (ETS), i publicà per primer cop la seva obra estrella, el Manual for the Myers Briggs Type Indicator, el 1962. Anys després, també es va començar a introduir en la teoria molts estudiants de la Michigan State University, donant-la així a conèixer a poc a poc. En els quaranta anys després de la Segona Guerra Mundial, va desenvolupar una fèrria recerca psicològica utilitzant el seu cada cop més perfeccionat Indicador del MBTI, i escriví diversos articles i publicacions sobre les seves recerques en el Consulting Psychologist Press. Destaca notablement que el 1970 es va publicar la Introduction to Type (1970).
L'objectiu d'Isabel Myers i Katherine Briggs era perfeccionar la teoria de Carl Jung per fer que anés més enllà de la pura teoria i pogués tenir un ús pràctic. Això no obstant, en el context en què es trobaven, en plena Segona Guerra Mundial, la Isabel es va adonar que l'instrument psicològic que estaven creant —que potenciava l'enteniment i l'empatia cap a les diferències humanes— no seria gaire apreciada.
La Katharine i la Isabel visqueren en una època en la qual les dones no eren estimulades a desenvolupar les seves ments, i un camí de carrera tradicional per a una dona era fora de dubte. Totes dues van ser recordades per la seva enorme contribució al camp de les proves psicològiques i a la teoria de la tipologia, també pel seu fort caràcter i la seva cerca constant per entendre l'ésser humà. Actualment, milions de persones arreu del món s'han interessat o han aplicat l'indicador MBTI des de la seva primera publicació el 1962.

## La teoria
L'objectiu del Myers-Briggs Type Indicator de personalitat és transformar la teoria tipològica de Carl Jung en una teoria que pugui ser entesa i aplicada a la vida personal i a l'autoanàlisi. L'essència de la teoria és que el que pot semblar com un comportament humà aleatori és, de fet, quelcom ordenat i consistent, semblant aleatori per les diferències bàsiques de cognició, com la percepció i el judici, que s'assenyalen en l'MBTI. 
Isabel Briggs Myers i Katharine Briggs buscaven fer que la idea d'aquesta teoria tipològica fos accessible a tots els individus i als grups, tenint dos objectius al cap: la identificació de preferències bàsiques de cada una de les quatre dicotomies específiques o implícites en la teoria de Jung i la identificació i descripció dels setze diferents tipus de personalitats que es formen com a resultat de la interacció de d'aquestes preferències.
Bàsicament la teoria busca fer viable l'enteniment dels processos cognitius propis i aliens que resulten en certs comportaments, així com entendre l'origen de les preferències d'estudi o de decisions diferents en tots els éssers humans.

### Els setze tipus
El model tipològic que ideà Carl Jung concep els tipus psicològics de manera similar al fet de ser dretà o esquerrà: les persones neixen o desenvolupen unes maneres determinades d'actuar i prendre decisions. No obstant això, la teoria posterior ideada per Isabel i Katherine està perfeccionada envers el que s'anomena funcions cognitives, que són les que estableixen les diferències psicològiques entre els tipus. Aquestes diferències de cognició a què es refereix aquesta teoria són les que constitueixen els setze tipus de personalitat.
El MBTI classifica algunes d'aquestes diferències psicològiques en quatre parelles oposades, anomenades dicotomies, creant els setze possibles tipus psicològics. Les quatre parelles oposades formades a partir de dicotomies estan alhora basades en les funcions cognitives: per tant, les funcions cognitives són les que estableixen les preferències psicològiques que marquen la posició preferent de cada un a les quatre dicotomies i que acaben generant el tipus de personalitat que escau a cada un entre els setze existents.
Els 16 tipus psicològics són coneguts per acrònims de 4 lletres —les inicials de cada una de les seves quatre preferències en anglès. La primera dicotomia es basa en l'ambient que ens energitza, la segona en la recopilació de dades, la tercera en la presa de decisions i la quarta en el sentit de l'estructura. Constant les dicotomies de la següent manera: 
·  Focus d'energia → Extraversió (E) - Introversió (I)
·  Recopilació de dades → Intuïció (N-per diferenciar-ho de la introversió -) - Observació (S- sensing -)
·  Presa de decisions → Sentiment (F- feeling -) - Pensament (T- thinking -)
·  Estructura → Judici (J) - Percepció (P)

### Funcions cognitives
La teoria tipològica del MBTI conceptualitza la personalitat en un conjunt de preferències cognitives. Les persones són classificades en diferents categories de personalitat segons les seves preferències cognitives naturals. Cap d'aquests tipus és "millor" o "pitjor"; tanmateix, Briggs i Myers teoritzaven que les persones "prefereixen" de manera innata una combinació d'entre totes les possibles. Per tant, no hi ha cap jerarquia dins de les categories de funcions cognitives, totes són considerades equitativament i cada tipus de personalitat té el seu conjunt de fortaleses i debilitats, així com el seu rol en la societat.
| Funcions cognitives de recopilació de dades | Se (Observació Extravertida) | Si (Observació Introvertida) |
| Funcions cognitives de recopilació de dades | Ne (Intuïció Extravertida)   | Ni (Intuïció Introvertida)   |
| Funcions cognitives de presa de decisions   | Te (Pensament Extravertit)   | Ti (Pensament Introvertit)   |
| Funcions cognitives de presa de decisions   | Fe (Sentiment Extravertit)   | Fi (Sentiment Introvertit)   |

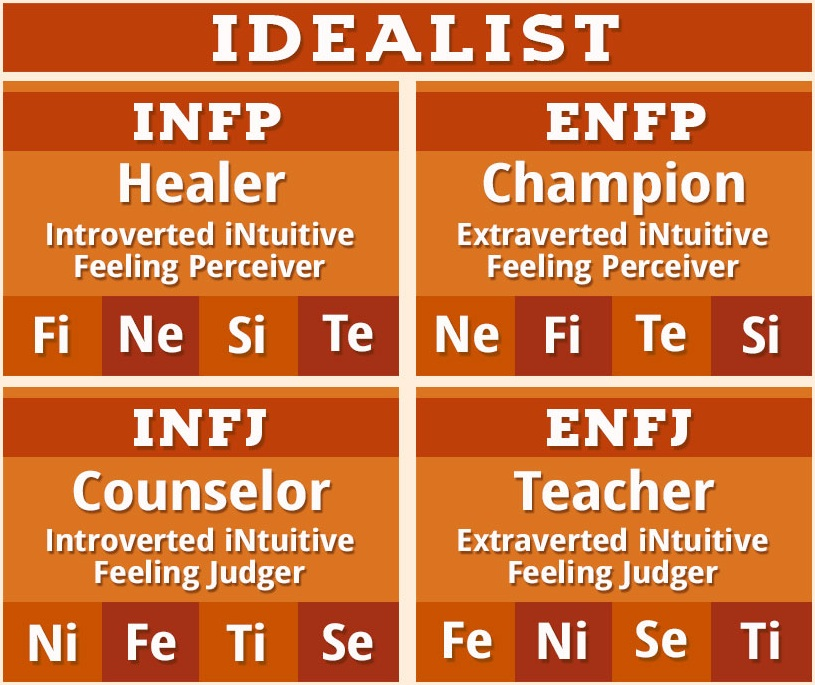
Funcions cognitives dels tipus NF

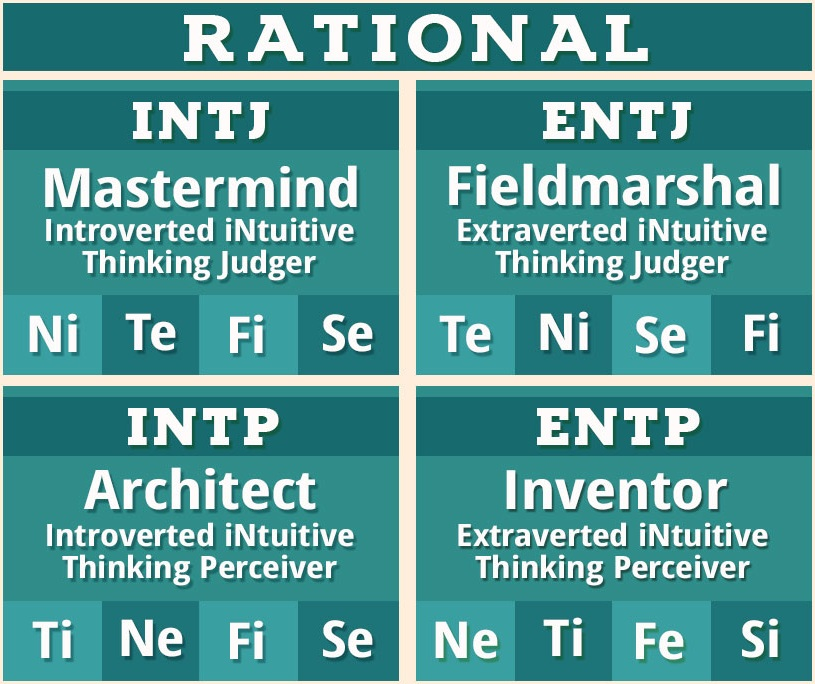
Funcions cognitives dels tipus NT

Per entendre què significa un tipus dins de l'MBTI el primer que s'ha de posar en clar és la diferència entre cognició i comportament. L'MBTI es refereix a la cognició, per tant el que s'ha de tenir en compte a l'hora de pensar en cada tipus és el procés mental com quelcom perceptible i avaluatiu que cadascú utilitza per a entendre el món i navegar-hi de forma exitosa. La teoria de l'MBTI defensa que existeixen vuit funcions cognitives que es divideixen en quatre processos cognitius, essent aquestes processos cognitius els de les dicotomies de la recopilació de dades i la presa de decisions. És a dir, les vuit funcions cognitives formen la dicotomia d'intuïció i observació i la de sentiment i pensament (S,N,T,F). Cada procés cognitiu pot ser expressat de forma interna en una persona introvertida o de forma externa en una persona extravertida, formant-se així vuit possibles models de funcions cognitives.

### La formació de cada tipus

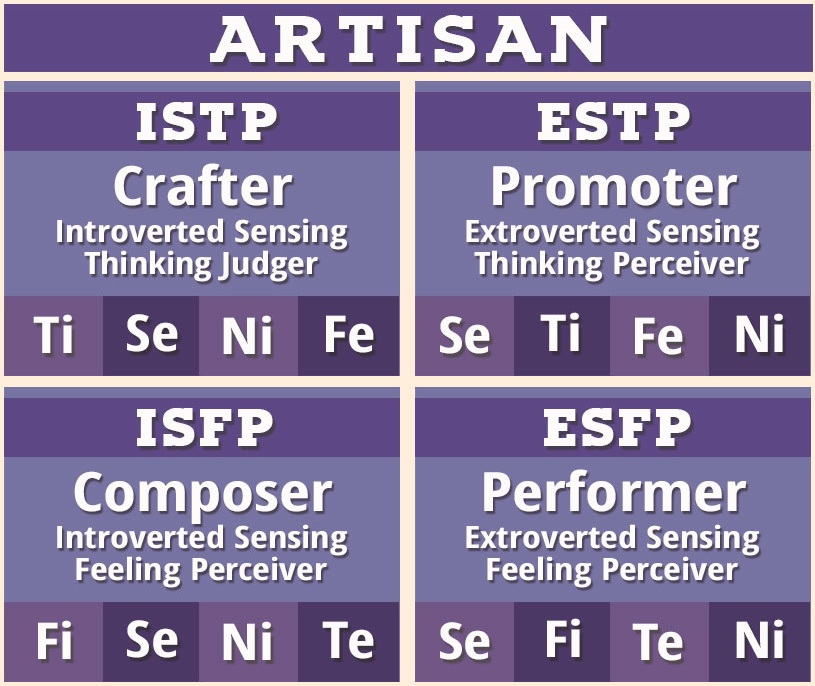
Funcions cognitives dels tipus SP

Cada un dels 16 tipus de l'MBTI utilitza 4 funcions cognitives de les 8 existents. La formació de cada tipus depèn de la naturalitat i la fluïdesa en la que utilitza una funció cognitiva determinada. Que algú pugui utilitzar cada funció de forma exitosa està determinat per la posició en que aquesta funció està en l'ordre funcional de cada tipus. Els 16 tipus estan definits per un únic model funcional que ordena cada funció cognitiva segons el nivell de fluïdesa i dominació que tenen a la ment de cada persona. Cada lloc denominat per a cada una de las 4 funcions de cada tipus reben el següent nom: funció dominant, funció auxiliar, funció terciària i funció inferior. Per tant, una persona del tipus ISFJ té com a funció dominant Si, com a funció auxiliar Fe, com a funció terciària Ti, i com a funció inferior Ne. La funció dominant i la funció auxiliar són les que cada tipus utilitza de forma més natural i acostumen a estar vinculades a les seves virtuts, així com la funció terciària i la inferior estan vinculades a les seves febleses i punts cecs.

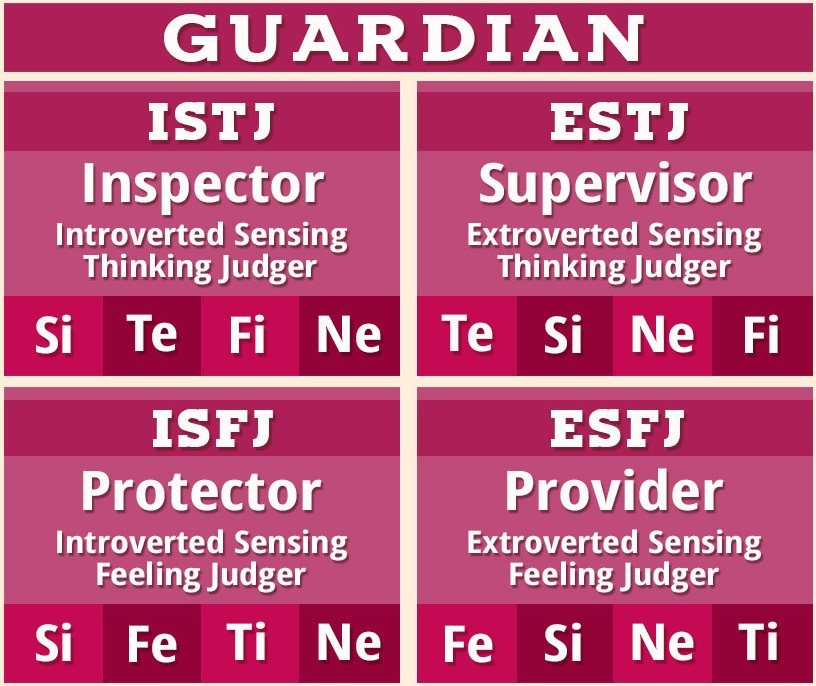
Funcions cognitives dels tipus SJ

Els processos S i N així com els de T i F són processos dicotòmics, per tant operen en direccions contraries, pel que és impossible que s'utilitzi a l'hora S i N, i també és impossible que s'utilitzi al mateix temps T i F. La teoria del MBTI defensa que cada tipus per utilitzar S i T, ha de ‘silenciar' N i F; per això la funció dominant i la auxiliar sempre serà S o N i T o F. Per la mateixa raó teòrica la funció dominant i la funció auxiliar hauran de ser una extravertida i l'altra introvertida. La dicotomia de la extraversió i la introversió expressarà en quin ordre s'utilitza cada una de les funcions i la dicotomia del judici i la percepció indicarà quina és la que s'utilitza en extraversió i en introversió. Per tant, la lletra J i la P de cada tipus indicarà quines funcions s'utilitzen i la I i la E indicarà en quin ordre hi són. La funció dominant i inferior són contraries així com ho són la auxiliar i la terciària.
Així com escriure amb la mà esquerra és difícil per a un dretà, a les persones els acostuma a ser més costós usar la seva preferència psicològica oposada, és a dir, les funcions cognitives que estan en la posició terciària i inferior. Tot i que amb els anys la teoria assenyala que cada tipus entra en contacte amb les dues funcions inferiors i poden esdevenir-ne competents (i, per consegüent, flexibles) amb la pràctica i desenvolupament. Com a conseqüència més directa i que afecta el comportament com a resultat de la teoria de funcions cognitives, és normal que les persones que utilitzen com a funció dominant alguna referent a l'observació (Si/Se) entrin en conflicte amb les que utilitzen alguna referent a la intuïció (Ni/Ne) ja que tenen percepcions contraries del món.

### Dicotomies

#### Extraversió - Introversió
Durant molts anys s'ha observat que algunes persones són més expressives, comunicatives i se senten còmodes a l'hora d'interactuar amb el seu entorn; mentre altres són reservades, tranquil·les i se senten més còmodes soles. Les primeres gaudeixen conversant i involucrant-se amb el món exterior, recarreguen les seves energies comunicant-se amb altres persones; les segones prefereixen dependre de si mateixes i del seu món intern en lloc de buscar estímuls de fora. Malgrat la Introversió i la Extraversió són concebudes en tant que aptituds socials, aquesta escala involucra més que ser sociable i expressiu, tot i que les habilitats socials també influeixen. En un sentit més ampli, aquesta dicotomia determina el grau d'interacció amb el món exterior; com una persona s'hi comporta és només una part d'això.
Extravertits (EXXX) : D'una banda, les persones que són considerades Extravertides (E) en aquest model no són tan sensibles a estímuls externs i necessiten buscar-los per tal d'aconseguir un tipus d'equilibri funcional i actuar correctament. Un tipus extravertit preferirà actuar, realitzar diverses activitats i se sentirà energitzat quan socialitza.
Introvertits (IXXX): Les Introvertides (I), per altra banda, són més sensibles i necessiten escapar dels estímuls per poder ser més funcionals. A diferència de les Extravertides, les Introvertides poden esgotar fàcilment les seves reserves d'energia mental, i només poden tolerar aquestes situacions després d'haver gaudit de la solitud i la tranquil·litat. L'introversió està molt lligada al món interior i, per tant, una persona introvertida tendirà a pensar abans d'actuar.
La introversió i la extraversió en aquesta teoria està tenyida de la funció cognitiva que l'acompanya, no obstant, si ens fixem en el comportament és probable que una persona que utilitza la funció cognitiva Si s'assembli més a una que utilitza la funció cognitiva Ni que no a algú que utilitza la funció cognitiva Se.

#### Intuïció - Observació
En aquesta dicotomia, totes les personalitats poden dividir-se en dos grups: uns a favor de la intuïció (N) -visionaris, més interessats en idees, concentrats en la innovació-, i uns altres amb més tendència a l'observació (S) -més interessats en els fets, qüestions observables, centrats en allò comprovat i testat-.
Quant a las funcions de percepció extravertides que serien Ne i Se, els tipus que les utilitzen com a funció dominant (ENXP i ESXP) seleccionen la informació del món objectiu i prefereixen actuar de forma immediata tant bon punt perceben una bona oportunitat:
- (Se) Observació Extravertida: detecta i respon a sensacions i estímuls sensitius unics, maximitzant experiències i augmentant la seva capacitat d'adaptació.[16]
- (Ne) Intuïció Extravertida: detecta possibilitats que li resulten mentalment estimulants i actualitza possibles potencials a partir d'elles, maximitzant actituds obertes i esperançadores.[16]

Per altra banda, les funcions de percepció introvertides que serien Ni i Si, els tipus que les utilitzen com a funció dominant (INXJ i ISXJ) seleccionen la informació d'acord amb prioritats subjectives, fent interactuar la nova informació amb una base de coneixement subjectiu propi.
- (Si) Observació Introvertida: compara i contrasta detalls sensitius, maximitzant el seu sentiment d'estabilitat buscant detalls del que ja sap i comparant-lo amb el que ja sap i amb experiències passades.[16]
- (Ni) Intuïció Introvertida: utilitza informació contextual per interpreta significats ulteriors dels esdeveniments, maximitzant el sentit de propòsit a partir de visualitzar possibles implicacions.[16]

Els tipus que utilitzen la observació (XSXX) són de forma primària els que tenen una habilitat innata per adaptar-se i fer un bon ús del que està captant amb els seus cinc sentits. Quan utilitzen Se (xSxP), interactuen físicament i de forma immediata amb la informació que estan rebent, i quan utilitzen Si (xSxJ), no actuen de forma immediata i fan us dels fets, estadístiques i informació que ja tenen sobre el món tangible, particularment si se senten identificats amb un camp específic del seu interès. Les persones sensitives prefereixen tocar de peus a terra i viure el present, en lloc de qüestionar-se el perquè de tot plegat. Consegüentment, aquests individus tendeixen a tractar millor els fets, eines i objectes concrets. Les persones del tipus d'observació són, a grosso modo, millors a l'hora de concentrar-se en una sola qüestió en un moment en lloc de gastar energia fent malabars amb múltiples activitats.
Els tipus que utilitzen la intuïció (XNXX) són els que veuen les coses no com el que són, sinó com el que poden ser. Quan utilitzen Ne (XNXP), reconeixen el que existeix com a significant, però no només per si mateix, sinó com quelcom que suggereix i forma part d'una idea global, com un patró. Quan utilitzen Ni(XNXJ), també reconeixen patrons però d'un mode més cerebral, centrant-se en un significat relatiu que suggereix diferents patrons depenent de la perspectiva de cadascú. Les persones intuïtives prefereixen dependre de la seva imaginació, idees i possibilitats. Somnien, fantaseigen i es qüestionen la manera en què ocorren les coses, sovint sentint-se lleugerament indiferents respecte el món tangible. Observen altres persones i esdeveniments però les seves ments romanen dirigides endins i en algun altre lloc sempre preguntant-se, qüestionant-se i trobant relacions. Així doncs, els tipus d'Intuïció creuen en la innovació i en la mentalitat oberta.

#### Sentiment-Pensament
El tercer esglaó de la teoria MBTI analitza quin és motiu principal en la presa de decisions de les persones: el Pensament (T) o el Sentiment (F). No s'ha de confondre Sentiment amb emoció. Tothom té emocions a partir de les quals pren decisions. Igualment, no s'ha de confondre Pensament amb intel·ligència. Tothom usa el Pensament per algunes decisions i el Sentiment per unes altres.
Quant a les funcions de judici extravertides que serien Te i Fe, els tipus que les utilitzen com a funció dominant (EXTJ i EXFJ) utilitzen un criteri que consideren universal, establint mitjançant la integració o la afiliació els valors que consideren establerts col·lectivament.
- (Te) Pensament Extravertit: jutja l'eficàcia de la presa de decisions basant-se en mesures objectives i quantificables, maximitza l'eficàcia de resoldre problemes i la constància alhora d'aconseguir els objectius.[16]
- (Fe) Sentiment Extravertit: jutja l'eficàcia de la presa de decisions basant-se en normes socials objectives i les expectacions, maximitza l'harmonia relacional i encoratja les relacions interpersonals.[16]

Quant a les funcions de judici introvertides que serien Ti i Fi, els tipus que les utilitzen com a funció dominant (IXTP i IXFP) utilitzen un criteri personalitzat a l'hora de prendre decisions, mantenint un sentit propi d'independència i individualitat.
- (Ti) Pensament Introvertit: jutja l'eficàcia de la presa de decisions basant-se en models mentals precisos de resultats lògics, maximitza la coherència d'un sistema de creences i accions autosuficients.[16]
- (Fi) Sentiment Introvertit: jutja l'eficàcia de la presa de decisions basant-se en preferències i valors personals, maximitza la harmonia interna i encoratja la congruència entre sentiments, valors i acció.[16]

Els tipus que utilitzen el pensament (XXTX) són els que tenen tendència a categoritzar de forma impersonal, les categories que acostumen a ser observables per als tipus racionals acaben esdevenint separades de les coses per si mateixes. Quan utilitzen Te (XXTJ) treballen amb categories que la societat proveeix per descriure i entendre les situacions de forma impersonal, per analitzar la informació de forma lògica. Quan utilitzen Ti (XXTP) es formen una imatge mental de las relacions lògiques que hi ha en un sistema sencer que només té sentit per Ti. Les persones racionals busquen arguments lògics, depenent més en el seu cap que en el seu cor. Fan el possible per salvaguardar o protegir les seves emocions del món exterior i intentant que no siguin clarament visibles.
Els tipus que utilitzen el sentiment (XXFX) són els que fan interaccions amb la realitat basant-se en la gent i l'empatia, buscant la cooperació i el consens, i les seves avaluacions personals i els seus sentiments tenen tendència a ser visibles per tothom. Quan utilitzen Fe (XXFJ) utilitzen un complex vocabulari social on expressen i reconeixen els valors que tenen en comú amb els altres. Quan utilitzen Fi (XXFP) tenen un fort sentit dels valors personals i poden tenir series dificultats per expressar-los, però guien cada una de les seves decisions. Les persones sentimentals segueixen el seu cor i emocions i es preocupen menys a l'hora d'amagar-los, aquests individus acostumen a ser compassius, sensibles i emotius. Els seus principis i ideals són més importants que l'èxit professional. O, per dir-ho d'una altra manera, tenen un altre tipus de lògica, una arrelada en l'altre.

#### Judici-Percepció
Aquesta dicotomia determina com un s'apropa al món, com treball i com s'organitza. Tot i això, aquest esglaó afecta més que només els nostres calendaris; la seva essència rau en la nostra actitud envers l'estructura de la vida, tan a nivell mental com físic. Aquesta quarta lletra del tipus de l'MBTI indica quina de les funcions s'està utilitzant de forma extravertida, és a dir, com cada tipus entén i es relaciona amb les condicions externes.
A les persones amb el tret de judici (XXXJ) no els agrada mantenir les opcions obertes, prenen decisions quan són coneixedors de tots els fets que les involucren i prefereixen saber què passarà o tenir una idea sobre el futur per poder preparar-se pel que vindrà. Prefereixen la estructura, la claredat i els tancaments, sempre un pla abans que improvisar, tenen tendència a ser molt responsables. Organitzen el seu temps i esforços per aconseguir els seus objectius, per contrabanda són poc flexibles i poden no estar al tant de les seves necessitats físiques fins que es topen amb un problema. Tendeixen a tenir una moral força sòlida, anteposant deures i responsabilitats per davant de qualsevol altre aspecte; són més estrictes i exigents, podent arribar a ser controladors.
Per altra banda, les persones amb el tret de percepció (XXXP) són molt més flexibles i relaxades quan toca enfrontar reptes esperats i inesperats. Acostumen a analitzar les oportunitats i són perfectament conscients que la vida és plena de possibilitats, no obstant, poden ser molt indecisos i depenen massa de les oportunitats i les circumstàncies. Tenen tendència a ser curiosos, genis de la improvisació, entusiastes; també enfoquen el seu interès en el que les fa vertaderament felices, independentment de l'expectació familiar o laborals; en contrapartida, poden tenir moltes dificultats a l'hora d'aconseguir els seus objectius per manca de constància.
Els tipus amb el tret de judici utilitzen la funció de la presa de decisions de forma per entendre i relacionar-se amb el món extern, per tant, la utilitzen de forma extravertida: ESTJ, ENTJ,ISTJ, INTJ, ESFJ, ENFJ, ISFJ, INFJ, utilitzen tots la funció de judici extravertida, és a dir, Te i Fe respectivament. En canvi, els tipus amb el tret de percepció utilitzen la funció de recopilació de dades per entendre i relacionar-se amb el món extern de forma extravertida: ESTP, ESFP, ISTP, ISFP, ENTP, ENFP, INTP, INFP, es relacionen amb el món extern mitjançant la recopilació de dades, és a dir, Ne i Se respectivament.
Així, la funció que cada tipus utilitza per interactuar amb el món extern ajuda a determinar què estan donant per fet en vers el món exterior. Tant els tipus introvertits com els extravertits utilitzen la seva funció extravertida per encaixar en la societat i dur a terme els seus objectius, per tant la quarta lletra de cada tipus de l'MBTI indica de forma definitiva com s'organitzen les funcions cognitives de cada tipus. La funció extravertida caracteritza las expectacions dels altres i el comportament visibles, per tant, influència la forma que tenen els altres de veure'ns.

## La teoria a l'actualitat
Actualment la teoria té molta força i fama especialment a Internet, on existeixen diversos blogs molt coneguts de psicòlegs especialitzats en el tema que es dediquen com a hobby a orientar a la gent a trobar el seu tipus, a ajudar a estendre i aclarir la teoria, així com auxilien als interessats en analitzar-se a ells mateixos. Hi ha webs de debat, com Personality Cafe, on els seguidors i interessants en aquesta teoria poden iniciar debats sobre tots els aspectes de la teoria i les seves modernitzacions; i altres on es generen debats de tipologia de diferents celebritats o personatges de ficció amb models de votacions, com The Personality Database.
David Keirsey (1921-2013) va ser un psicòleg molt reconegut en l'àmbit de l'MBTI, implementant el que es coneix com ‘L'indicador de temperament de Keirsey'. Tanmateix s'utilitza la teoria com una eina tant per l'administrament d'empreses com per assumptes públics i té molta fama als Estats Units, on existeixen bufets de psicòlegs encarregats de fomentar el treball en equip i l'èxit a través d'aquesta teoria.

## Crítiques

### Test
La validesa (validesa estadística i validesa de test) del Myers Briggs Type Indicator com a eina psicomètrica ha estat subjecte de moltes crítiques. S'ha estimat que entre un terç i la meitat del material publicat a l'MBTI ha estat produït o bé per les conferències especials del Centre d'Aplicació del Tipus Psicològic (CAPT-Center for the Application of Psychological Type), el qual subministra la pràctica de l'MBTI i és finançat a partir de l'ús de l'MBTI, o bé per la Revista del Tipus Psicològic (Journal of Psichological Type), la qual és editada i mantinguda pels defensors de Myers-Briggs i per les vendes de l'indicador. S'ha argumentat que aquest fet reflecteix la mancança d'escrutini crític.
Molts dels estudis que aproven el Myers Briggs Type Indicator són metodològicament pobres o sense rigor científic. Una ressenya de 1996 feta per Gardner i Martinko conclou que: "És evident que els esforços per detectar nexes simplistes entre les preferències de tipus i l'eficàcia de gestió són decebedores. De fet, donada la qualitat variada de recerca i resultats inconsistents, cap conclusió definitiva amb referència a aquestes relacions pot ser-ne extreta."
L'especialista en psicometria Robert Hogan escrigué:
"Molts psicòlegs de personalitat consideren l'MBTI tan o menys elaborat com les galetes de la sort xineses..."
No obstant, aquestes critiques cauen més aviat cap a l'estesa metodologia cibernètica del test online de l'MBTI, i no en la teoria en sí. Els mateixos psicòlegs especialitzats no recomanen trobar el tipus psicològic que més escauria a algú mitjançant el test, sinó tenint coneixement del funcionament de la teoria i les funcions cognitives i així realitzar un bon autoanàlisi.

### Efecte Forer
Una altra crítica que se li ha fet a aquesta teoria és que cau en l'anomenat «efecte Forer», que consisteix en una fal·làcia de validació personal en la que s'observa com molts individus generen alts índex d'encerts a descripcions de personalitat que en teoria s'adapten específicament a ells, però que en realitat són ambigus i suficientment generals com per aplicar-se a una àmplia gamma de persones. Aquest efecte s'aplica normalment en l'astrologia o l'endevinació. La teoria de l'MBTI és acusada de tenir una terminologia molt ambigua i general, així com de fer que qualsevol tipus de comportament i pensament escaigui a qualsevol tipus de personalitat.